# Umbriatico
Umbriàtico (IPA: [umbriˈatiko]) è un comune italiano di 703 abitanti della provincia di Crotone in Calabria. È un paese rurale per l'agricoltura e per l'allevamento e la forestazione. È il comune della provincia con la più bassa densità, 12 abitanti per chilometro quadrato, dovuta al basso numero di abitanti in un ampio territorio dominato da boschi.

## Geografia fisica

### La Rupe
La caratteristica di Umbriatico è la rupe sulla quale è stato costruito l'abitato. Della Rupe scriveva l'Ughelli, "in rupe quadam orrendis praecipitiis munita atquae inaccessa" e Mons. Pacichelli aggiungeva, "in una rupe di malagevole accesso e di poca grata dimora tra sentieri di precipizio e di spavento". E il poeta Teodoro Torchia: "Sì è vero! Tra tante rupi a strapiombo, picchi inaccessibili, tra orridi abissi è posta Umbriatico... si accede attraverso... un viadotto, posto su un ristrettissimo istmo. Senza questo viadotto, il paese rimarrebbe completamente isolato appunto perciò cinto da altissime mura naturali".
Umbriatico è una delle poche cittadine calabresi prive di un castello feudale, costruzione fortificata non necessaria in quanto la roccia su cui sorge costituisce essa stessa una fortezza inespugnabile. Il territorio comunale è compreso tra 60 metri s.l.m. e 709 metri (Cozzo Perticaro, il cui crinale lo divide dal comune di Pallagorio).

## Storia

### Età antica: Bristacia
Sul colle dell'attuale abitato, delimitato da spaventevoli dirupi, una tradizione recente vuole che  intorno al VII sec. a.c. venisse fondata la città di Bristacia, da coloni crotoniati sulle fondamenta di un borgo enotrio-italico già attivo. La notizie è priva di fondamento: ne parla solo Stefano di Bisanzio, ma genericamente come un insediamento degli enotri, senza fornire elementi per identificarla. Ad oggi Bristacia non è stata identificata.
Altra tradizione recente vorrebbe che nel 215 a.C., durante la Seconda guerra punica, Annibale vi costruì un fortino per difendersi dagli attacchi dei Romani, ma dopo la fuga di Annibale a Cartagine, i Romani espugnarono il paese (204 a.C.) facendo un massacro. I resti di queste persone morte circa 2000 anni fa sono stati ritrovati durante i lavori per la costruzione della strada che dall'abitato di Umbriatico porta alla frazione Perticaro (il cui nome deriva dal greco e significa luogo tutto lieto). I resti del fortino sono ancora visibili dalla strada provinciale 6, alle falde del monte Tigano. Dalla strada è inoltre possibile vedere ciò che resta di un serbatoio idrico, sempre di età romana". Tuttavia Annibale arriva in Calabria solo 4 anni più tardi; i resti di mura sono da riferirsi solo all'età basso-medievale e precisamente al castro di Tigano posseduto nel 1269 da Gerardo de Albi.
In Contrada Cospito sarebbe stata ritrovata una necropoli, una notizia che non trova riscontro nei dati archeologici, che invece riferiscono di una necropoli in località Piano del Campo a sud-ovest di Umbriatico, ma che non è di età antica, bensì altomedievale.

### Alto Medioevo: Euria e Euraton
Se il territorio può avere accolto piccoli insediamenti in età antica, sicuramente per l'alto medioevo vi sono più certezze. Il centro storico di Umbriatico, "un'isola nell'interno un pianoro circondato da dirupi", ha le caratteristiche tipiche del periodo per essere prescelto per realizzarvi un kastron bizantino con sede dell'esercito e della diocesi. Ciò trova anche riscontro nei non pochi insediamenti rurali bizantini che, tra VI e VII secolo, che verosimilmente gravitavano intorno al kastron di Umbriatico.
Nell'alto medioevo in epoca di dominazione bizantina, sorse dunque il kastron di Euria (Euraton, Euriatensis), e compare tra le primitive diocesi suffraganee della nuova metropolia di Santa Severina, istituita verso la metà del IX secolo. Essa è presente nel Synecdemus (Euraton) e nella Notizia III della Diatiposi (Euriatensis).
La scelta del nome Euria è legata con tutta probabilità al popolamento dell’abitato con reduci provenienti dall’Epirus Vetus (Grecia nord-occidentale), ove una diocesi omonima si avviava a scomparire. Nonostante le fonti riferiscano la denominazione di Euria dal X secolo in poi, è plausibile ritenere che Umbriatico fosse di fondazione precedente, almeno della seconda metà del VI secolo, come testimoniano gli insediamenti rurali di età bizantina nati attorno al kastron di Umbriatico.
All’ultimo periodo bizantino (1030-1040) è attribuita la costruzione della cattedrale di San Donato, edificata sulla "cripta", che doveva essere secondo alcuni la primitiva chiesa del decimo secolo, e secondo alcuni un tempio greco pagano.

### Basso Medioevo: Ebriaticum
All’arrivo dei Normanni “Ebriaticum” è sempre vescovato e compare anche il titolo della sua cattedrale: la “matris ecclesie S. Donati”, come si ricava da un atto del giugno 1115, sottoscritto da “Johannes, Ebriatice sedis indignus episcopus”, riguardante una cospicua donazione di beni, siti nell’attuale territorio di Cirò, fatta da Riccardo Senescalco, figlio del conte Drogone e nipote del Guiscardo, all’abate Raymundus ed ai monaci della chiesa di S. Salvatore di Monte Tabor.
La Diocesi di Umbriatico restò sede vescovile fino al 1818, con la bolla De utiliori di papa Pio VII, quando il suo territorio venne incorporato in quello della diocesi di Cariati.
Fu sempre feudo aggregato al Principato di Cariati, che includeva diversi comuni, di diverse potenti famiglie come i Ruffo, i Riario, gli Spinelli ed infine i Rovegno. Il vescovo aveva anche rendite, spesso in contrasto con il feudatario.
La diocesi cominciò a decadere verso la fine del Duecento quando fu particolarmente devastata dalla guerra del Vespro. Scoppiata infatti l’insurrezione in Sicilia (31 marzo 1282), l’esercito di Pietro III d'Aragona invadeva la Calabria, distruggendo i paesi che si opponevano tra cui Umbriatico sotto il vescovo Lucifero, i cui beni furono particolarmente saccheggiati. I successivi tentativi di rinascita e di ripopolamento non daranno i frutti sperati, nonostante i privilegi ottenuti dal re Carlo II d’Angiò: Umbriatico sia per le distruzioni subite a causa della guerra che per la crudele tirannia del feudatario, andò deserta tanto che il papa Giovanni XXII, il 19 agosto 1317, incaricò l’arcivescovo di Santa Severina di trasferire la sede vescovile in un altro luogo insigne della stessa diocesi. Fu così che Ypsicrò (Cirò) divenne la sede abituale dei vescovi di Umbriatico.

### Epoca moderna
Dopo un breve periodo di rinascita durante la prima metà del Cinquecento, iniziò, similmente alle altre città vicine, una lunga fase di decadenza, accresciuta dal fatto che i vescovi potevano e preferivano, quando erano in diocesi, risiedere abitualmente con la loro famiglia e curia a Cirò. Al tempo del vescovo Alessandro Filaretto Lucullo (1592-1606) la città ha circa 700 abitanti. Verso la fine dei Seicento Umbriatico è ormai ridotta a circa 350 abitanti e subì gravi epidemia di colera.
Passata la grave crisi seicentesca, Umbriatico si ripopolava e le rendite del vescovo aumentavano, anche se modeste.
Con il riordino amministrativo messo in atto sotto la dominazione napoleonica, Umbriatico fu prima capoluogo di un territorio comprendente le città di Bocchigliero, Campana, Melissa e Savelli; poi semplice comune, facente parte della giurisdizione di Campana; divenne autonomo nel 1816.

### Simboli
Lo stemma è stato riconosciuto con decreto ministeriale del 10 gennaio 1909 e si presenta d'argento, al monte all'italiana di tre cime di verde, sostenenti un'aquila al naturale.
Il gonfalone è un drappo di azzurro.

## Monumenti e luoghi d'interesse

### Chiesetta di Santa Maria delle Grazie
Di origine medioevale, si trova a un centinaio di metri della Cattedrale. La chiesa, che si presenta con una navata chiusa da un'abside semicilindrica, al suo interno conserva le tracce di un affresco databile tra i secoli XII e XIII, dedicato alla Madonna incoronata.

### Palazzo Giuranna
Il settecentesco palazzo nobiliare Giuranna, che oggi ospita la sede municipale, è stato fortemente danneggiato da un incendio nel marzo del 2002. La famiglia Giuranna è originaria della Calabria; le prime memorie certe risalgono a Jacopo nel 1398 ed al fratello Guglielmo, vescovo di Cerenzia; il casato si stabilì ad Umbriatico nel 1724; della famiglia si ricordano Giuseppe, giurista; Donato Antonio, celebre medico; Giovan Domenico, professore in medicina nella Regia Università di Napoli, cavaliere ufficiale della Corona d’Italia, vivente nella prima metà del XX secolo.

### Fortini difensivi
Umbriatico disponeva di due fortini di difesa, situati alle due estremità dell'abitato. Il primo, sul lato sud, era la Porta Fortino, nel rione Castello, dove ancora oggi restano alcune mura provviste di feritoie. Il secondo era il Fortino di Canalicchio, sul lato opposto del borgo in direzione nord e collocato più in basso rispetto all'abitato, in modo tale da proteggere una strada di accesso alla rupe; in prossimità del Fortino di Canalicchio vi sono anche alcune grotte a due e tre vani, la cui origine non è però ancora chiara.

### Altro
- Chiesetta di Santa Domenica, a Perticaro[6][15][16]

## Società

### Evoluzione demografica
Abitanti censiti

## Amministrazione
| Periodo          | Periodo          | Primo cittadino           | Partito                               | Carica                    | Note |
| ---------------- | ---------------- | ------------------------- | ------------------------------------- | ------------------------- | ---- |
| 23 aprile 1995   | 11 luglio 1996   | Giuseppe Gentile          | lista civica                          | sindaco                   |      |
| 11 luglio 1996   | 17 novembre 1996 |                           |                                       | commissario straordinario |      |
| 17 novembre 1996 | 13 maggio 2001   | Luigi Placido Allevato    | lista civica di centro-sinistra       | sindaco                   |      |
| 13 maggio 2001   | 29 maggio 2006   | Vincenzo Chiarello        | lista civica Convenzionale            | sindaco                   |      |
| 29 maggio 2006   | 4 agosto 2008    | Vincenzo Chiarello        | lista civica                          | sindaco                   |      |
| 4 agosto 2008    | 7 giugno 2009    |                           |                                       | commissario straordinario |      |
| 7 giugno 2009    | 25 maggio 2014   | Rosario Pasquale Abenante | lista civica                          | sindaco                   |      |
| 25 maggio 2014   | 26 maggio 2019   | Rosario Pasquale Abenante | lista civica Movimento per Umbriatico | sindaco                   |      |
| 26 maggio 2019   | in carica        | Pietro Greco              | lista civica Umbriatico cambia        | sindaco                   |      |

## Sport
Il paese fondò nel 2013 l'A.S.D. Umbriatico Calcio a 5, che durò poco tempo. Nel 2021 il paese ritorna in campo con la New Futsal Umbriatico, che gioca in Serie D.